# Рейнвалл, Юхо
Юхо Рейнвалл (швед. Juho Reinvall; род. 28 августа 1988, Нокиа, Финляндия) — финский дзюдоист, член сборной Финляндии на летних Олимпийских играх 2016 года.
При росте 166 см выступает в категории до 60 кг за клуб Tampereen Judo. Тренер — Паси Луома.
В 2009 году выиграл кубок Европы, проходивший в Баре (Швейцария). Серебряный призёр чемпионатов Европы 2006 и 2008 годов; многократный чемпион Финляндии по дзюдо среди взрослых (2007, 2009—2015).